# Morlanda GoIF
Morlanda GoIF (Laget med anda) är en idrottsförening i Ellös på Orust, grundades den 5 augusti 1945 och har drygt 250 medlemmar.
Föreningen är Robin Söders moderklubb.
Seniorlaget spelade 2024 i Division 5 Bohuslän.